# Syntrichia geheebiaeopsis
Syntrichia geheebiaeopsis är en bladmossart som beskrevs av Richard Henry Zander 1993. Syntrichia geheebiaeopsis ingår i släktet skruvmossor, och familjen Pottiaceae. Inga underarter finns listade i Catalogue of Life.